# Santiago Temple
Santiago Temple är en ort i Argentina.   Den ligger i provinsen Córdoba, i den centrala delen av landet, 600 km nordväst om huvudstaden Buenos Aires. Santiago Temple ligger 215 meter över havet och antalet invånare är 2 358.
Terrängen runt Santiago Temple är platt. Runt Santiago Temple är det ganska glesbefolkat, med 21 invånare per kvadratkilometer.. Det finns inga andra samhällen i närheten.
Trakten runt Santiago Temple består till största delen av jordbruksmark.